# Phacelia ranunculacea
Phacelia ranunculacea là loài thực vật có hoa trong họ Mồ hôi. Loài này được (Nutt.) Constance miêu tả khoa học đầu tiên năm 1940.